# Nils Svensson i Håslöv

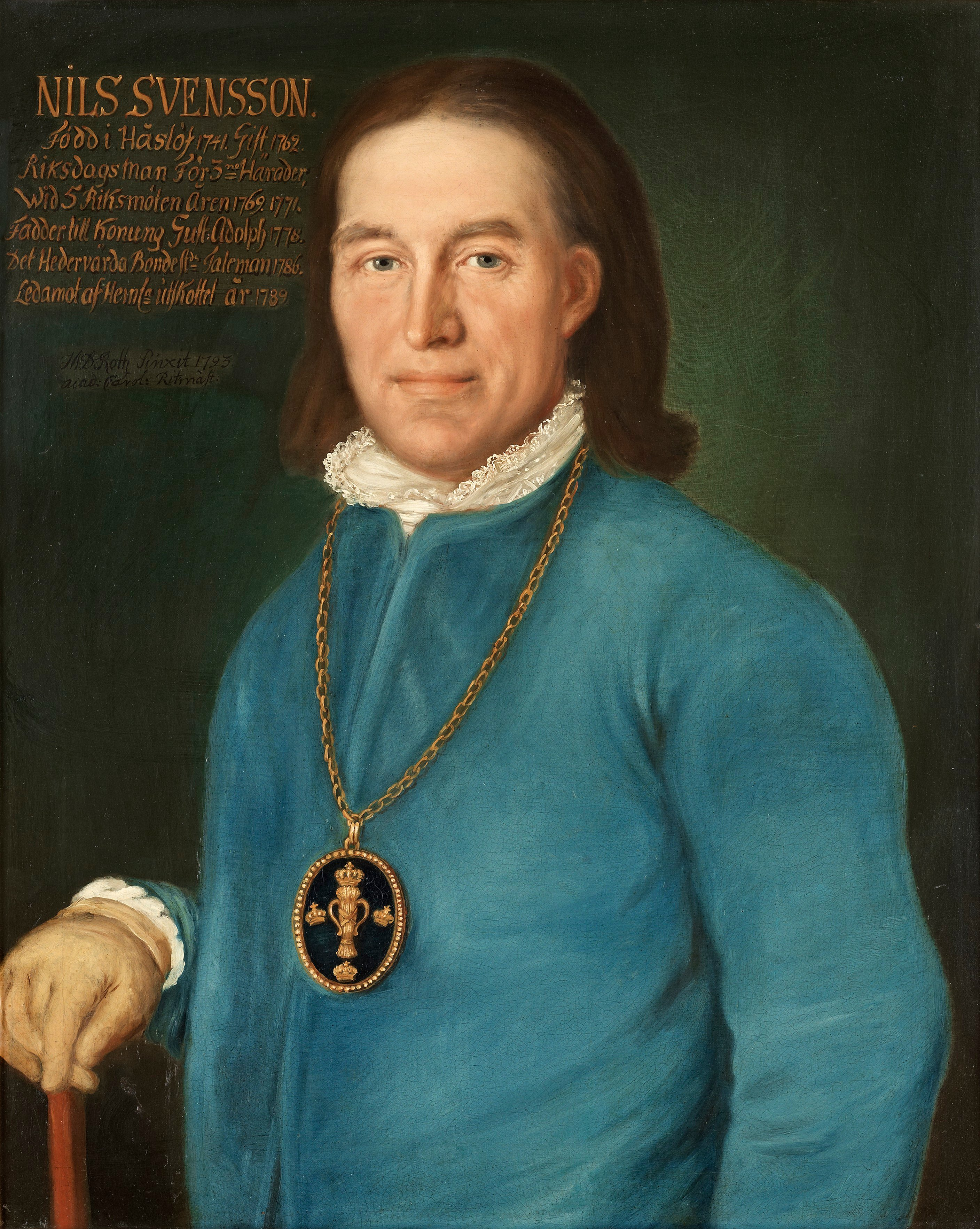
Nils Svensson avmålad 1793. Runt halsen bär han den medalj som Gustaf III skänkte honom 1789 sedan han undertecknat Förenings- och säkerhetsakten.

Nils Svensson med tillnamnet i Håslöv, född 1741 i Håslöv, Viby socken Skåne som son till Sven Mickelsson och Elna Larsdotter. Han dog 1815 i Håslöv. Svensson var riksdagsman i Bondeståndet från 1769, fadder till Gustav IV Adolf samt bondeståndets talman vid Riksdagen 1786.

## Bakgrund
Nils Svenssons föräldrar var frälsebönder och genom sitt gifte 1762 med Nilla Olsdotter (Olufsdotter), född 1743 i Håslöv kom han till hustruns skattegård. Samma år blev han även utsedd till nämndeman i Villands härad. Senare blev han häradsdomare och valdes till riksdagsman vid riksdagen 1769–1770. Han deltog även vid riksdagen 1771–1772. Han blev vid riksdagen 1786 talman för bondeståndet och vid riksdagen 1789 ledamot av Hemliga utskottet. Vid den senare riksdagen deltog han aktivt i arbetet och genomdrivandet av Förenings- och säkerhetsakten och belönades av Gustav III med en guldmedalj för sin insats. Nils Svensson dog i Gustav Adolfs socken, Skåne den 3 oktober 1815 och hustrun Nilla dog 1811. Makarna fick endast ett barn, dottern Kristina.
Nils Svensson var en av bondeståndets 9 faddrar, och som bondeståndets talman deras huvudfadder vid dopet av Gustav IV Adolf den 10 november 1778 i Stockholm. För detta erhöll han Gustav III:s faddertecken. Det var Nils Svensson som senare genomdrev att socknen bytte namn från Viby till Gustaf Adolfs socken.
Ett porträtt i halvfigur av Martin Roth finns i privat ägo.

### Fotnoter
1. 1 2  En skånsk riksdagsman och dess kläder, Sigfrid Svensson i Kulturens årsbok 1971
2. ↑  ”Arkiverade kopian”. Arkiverad från originalet den 24 augusti 2010. https://web.archive.org/web/20100824180245/http://www.vibyigamlatider.se/riksdagsmannen.htm. Läst 18 december 2011.

### Webbkällor
- Viby hembygdsförening